# Aptandra tubicina
Aptandra tubicina är en tvåhjärtbladig växtart som först beskrevs av Poeppig, och fick sitt nu gällande namn av George Bentham och John Miers. Aptandra tubicina ingår i släktet Aptandra och familjen Aptandraceae. Inga underarter finns listade i Catalogue of Life.